# Rostislav Aleksandrovič Romanov
Il principe Rostislav Aleksandrovič Romanov (San Pietroburgo, 2 gennaio 1902 – 31 luglio 1978) era un membro della famiglia imperiale russa.

## Biografia

### Infanzia
Sua madre era la granduchessa Xenia (1875-1960), figlia dello zar Alessandro III e suo padre era il granduca Sandro, cugino di primo grado del padre della moglie: Rostilav era quindi pronipote di Nicola I di Russia per parte di padre e pro-pronipote dello stesso per parte di madre, oltre ad avere per nonno Alessandro III e per zio Nicola II, particolarmente legato alla sorella ed al cognato.

### Rivoluzione bolscevica
Passò la prima giovinezza tra il sud della Francia, luogo di vacanza molto amato dalla nobiltà internazionale, ed i palazzi imperiali russi. Quando l'imperatore Nicola II abdicò in seguito alla Rivoluzione di Febbraio nel 1917, l'Imperatrice vedova si ritirò in Crimea con moltissimi parenti, fra cui la figlia Xenia, il genero ed i loro figli: nel 1918 molti di loro furono incarcerati vicino a Jalta, ma un mese dopo vennero liberati dalle truppe tedesche in seguito alla firma del Trattato di Brest-Litovsk.
L'11 aprile 1919 i Romanov vennero salvati da un quasi sicuro massacro da parte dei bolscevichi poiché riuscirono ad imbarcarsi su una nave da guerra britannica, la HMS Marlborough, mandata apposta da re Giorgio V., che li portò a Malta dove rimasero per circa nove mesi.

### Primo matrimonio
Si sposò tre volte, la prima con la principessa Aleksandra Pavlovna Galitzine (7 maggio 1905 - 5 dicembre 2006) il 1º settembre 1928 a Chicago ed ebbero un figlio prima del divorzio nel 1944.

### Secondo matrimonio
Il principe Rostislav Aleksandrovič sposò poi Alice Eilken (30 maggio 1923 - 21 ottobre 1996) il 7 maggio 1945 ed ebbero un figlio prima del divorzio nel 1951.

### Terzo matrimonio
Rostislav Aleksandrovič sposò poi Hedwig Maria Gertrud Eva von Chappuis (6 dicembre 1905 - 9 gennaio 1997) il 19 novembre 1954, senza averne figli.

## Discendenza
Il principe Rostislav Aleksandrovič e la sua prima moglie la principessa Aleksandra Pavlovna Galitzine ebbero:
- Principe Rostislav Rostislavovič (3 dicembre 1938 - 7 gennaio 1999). Banchiere a Londra, fu tra i membri della famiglia imperiale che presero parte alla tumulazione dei resti dell'ultimo zar e della sua famiglia nella Chiesa dei Santi Pietro e Paolo a San Pietroburgo. Durante la cerimonia probabilmente prese freddo, cadendo in coma appena tornato in patria e morendo. Dal primo matrimonio con Stephena Verdel Cook (terminato in divorzio nel 1980) ebbe la figlia Stephena Rostislavovna Romanov (1963). Dal secondo con Christia Ipsen, ebbe Alexandra Rostislavovna (n. 1983), Rostislav Rostislavovič (n. 1985) e molto attivo nella Associazione della Famiglia Romanov e Nikita Rostislavovič (n. 1987).

Dalle sue seconde nozze con Alice Eilken nacque:
- Principe Nikolaj Rostislavovič (9 settembre 1945 - 9 novembre 2000).

## Ascendenza
|                                    |                             |                                  | Genitori                                                           |  |  | Nonni |  |  | Bisnonni              |  |  | Trisnonni             |  |
|                                    |                             |                                  |                                                                    |  |  |       |  |  | 8. Nicola I di Russia |  |  | 16. Paolo I di Russia |  |
|                                    |                             |                                  |                                                                    |  |  |       |  |  | 8. Nicola I di Russia |  |  | 16. Paolo I di Russia |  |
|                                    |                             | 17. Sofia Dorotea di Württemberg |                                                                    |  |  |       |  |  | 8. Nicola I di Russia |  |  |                       |  |
| 4. Michail Nikolaevič Romanov      |                             |                                  |                                                                    |  |  |       |  |  | 8. Nicola I di Russia |  |  |                       |  |
|                                    |                             | 9. Carlotta di Prussia           | 18. Federico Guglielmo III di Prussia                              |  |  |       |  |  |                       |  |  |                       |  |
|                                    |                             | 9. Carlotta di Prussia           | 18. Federico Guglielmo III di Prussia                              |  |  |       |  |  |                       |  |  |                       |  |
|                                    |                             | 9. Carlotta di Prussia           | 19. Luisa di Meclemburgo-Strelitz                                  |  |  |       |  |  |                       |  |  |                       |  |
| 2. Aleksandr Michajlovič Romanov   |                             | 9. Carlotta di Prussia           |                                                                    |  |  |       |  |  |                       |  |  |                       |  |
|                                    |                             | 10. Leopoldo di Baden            | 20. Carlo Federico di Baden                                        |  |  |       |  |  |                       |  |  |                       |  |
|                                    |                             | 10. Leopoldo di Baden            | 20. Carlo Federico di Baden                                        |  |  |       |  |  |                       |  |  |                       |  |
|                                    |                             | 10. Leopoldo di Baden            | 21. Luisa Carolina di Hochberg                                     |  |  |       |  |  |                       |  |  |                       |  |
| 5. Cecilia di Baden                |                             | 10. Leopoldo di Baden            |                                                                    |  |  |       |  |  |                       |  |  |                       |  |
|                                    |                             | 11. Sofia Guglielmina di Svezia  | 22. Gustavo IV Adolfo di Svezia                                    |  |  |       |  |  |                       |  |  |                       |  |
|                                    |                             | 11. Sofia Guglielmina di Svezia  | 22. Gustavo IV Adolfo di Svezia                                    |  |  |       |  |  |                       |  |  |                       |  |
|                                    |                             | 11. Sofia Guglielmina di Svezia  | 23. Federica di Baden                                              |  |  |       |  |  |                       |  |  |                       |  |
| 1. Rostislav Aleksandrovič Romanov |                             | 11. Sofia Guglielmina di Svezia  |                                                                    |  |  |       |  |  |                       |  |  |                       |  |
|                                    | 12. Alessandro II di Russia | 24. Nicola I di Russia (= 8)     |                                                                    |  |  |       |  |  |                       |  |  |                       |  |
|                                    | 12. Alessandro II di Russia | 24. Nicola I di Russia (= 8)     |                                                                    |  |  |       |  |  |                       |  |  |                       |  |
|                                    | 12. Alessandro II di Russia | 25. Carlotta di Prussia (= 9)    |                                                                    |  |  |       |  |  |                       |  |  |                       |  |
| 6. Alessandro III di Russia        | 12. Alessandro II di Russia |                                  |                                                                    |  |  |       |  |  |                       |  |  |                       |  |
|                                    |                             | 13. Maria d'Assia-Darmstadt      | 26. Luigi II d'Assia                                               |  |  |       |  |  |                       |  |  |                       |  |
|                                    |                             | 13. Maria d'Assia-Darmstadt      | 26. Luigi II d'Assia                                               |  |  |       |  |  |                       |  |  |                       |  |
|                                    |                             | 13. Maria d'Assia-Darmstadt      | 27. Guglielmina di Baden                                           |  |  |       |  |  |                       |  |  |                       |  |
| 3. Ksenija Aleksandrovna Romanova  |                             | 13. Maria d'Assia-Darmstadt      |                                                                    |  |  |       |  |  |                       |  |  |                       |  |
|                                    |                             | 14. Cristiano IX di Danimarca    | 28. Federico Guglielmo di Schleswig-Holstein-Sonderburg-Glücksburg |  |  |       |  |  |                       |  |  |                       |  |
|                                    |                             | 14. Cristiano IX di Danimarca    | 28. Federico Guglielmo di Schleswig-Holstein-Sonderburg-Glücksburg |  |  |       |  |  |                       |  |  |                       |  |
|                                    |                             | 14. Cristiano IX di Danimarca    | 29. Luisa Carolina d'Assia-Kassel                                  |  |  |       |  |  |                       |  |  |                       |  |
| 7. Dagmar di Danimarca             |                             | 14. Cristiano IX di Danimarca    |                                                                    |  |  |       |  |  |                       |  |  |                       |  |
|                                    |                             | 15. Luisa d'Assia-Kassel         | 30. Guglielmo d'Assia-Kassel                                       |  |  |       |  |  |                       |  |  |                       |  |
|                                    |                             | 15. Luisa d'Assia-Kassel         | 30. Guglielmo d'Assia-Kassel                                       |  |  |       |  |  |                       |  |  |                       |  |
|                                    |                             | 15. Luisa d'Assia-Kassel         | 31. Luisa Carlotta di Danimarca                                    |  |  |       |  |  |                       |  |  |                       |  |
|                                    |                             | 15. Luisa d'Assia-Kassel         |                                                                    |  |  |       |  |  |                       |  |  |                       |  |